# Tim Etchells

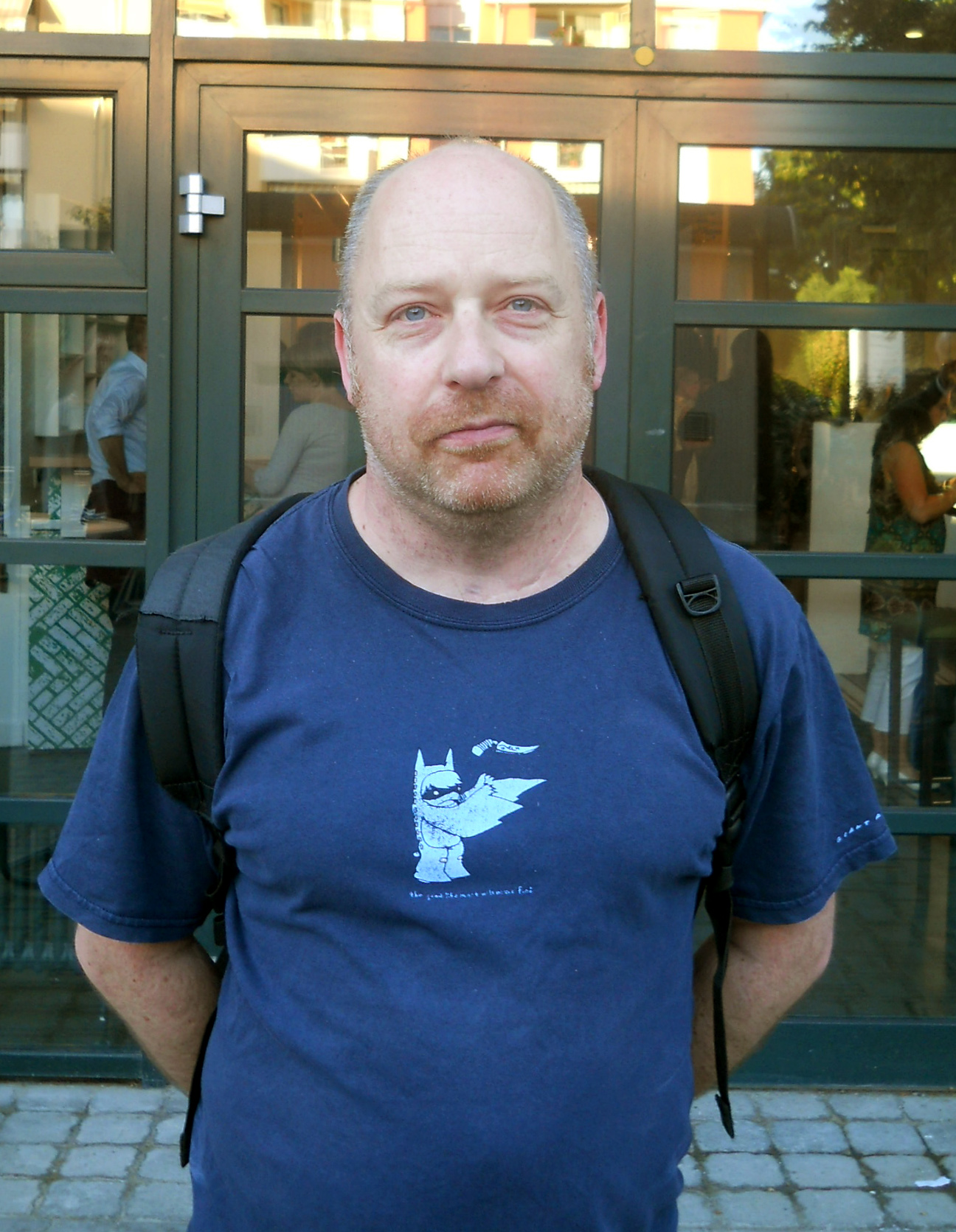
Tim Etchells 2012 vor dem Künstlerhaus Mousonturm in Frankfurt am Main

Tim Etchells (* 1962) ist ein englischer Theaterautor und Performer, Regisseur, Schriftsteller und Lichtkünstler.

## Leben und Wirken
Einem breiten Publikum ist er vor allem durch seine Arbeit mit der Performance-Gruppe Forced Entertainment bekannt, an deren Gründung er 1984 beteiligt war. Dies wurde eines der einflussreichsten Theaterprojekte der letzten Jahrzehnte. Mit und für Forced Entertainment hat er Dutzende von Performance-Projekten konzipiert und realisiert, oft auch als Agierender auf der Bühne, die bei Kritik und Publikum großen Anklang fanden. Sein Stück "How Goes the World" wurde 2024 in der Wiener Zeitung Die Presse als "Highlight der Saison" beschrieben. Die Arbeiten Etchells mit Forced Entertainment wurden weltweit auf vielen wichtigen Festivals und in Theatern präsentiert. Viele der Performances setzen sich mit den Mechanismen der Theateraufführungspraxis auseinander, mit Konventionen und Erwartungshaltungen des Publikums beim Besuch einer Theaterveranstaltung. Forced Entertainment hatten immensen Einfluss auf die Herausbildung eines genuin britischen Avantgarde-Stils im Performance-Bereich, ihre Arbeiten gehören mittlerweile zum Kanon an Schauspiel- und Performanceschulen.
Außerhalb von Forced Entertainment entwickelte Etchells seine eigenen künstlerischen Ausdrucksformen: als Schriftsteller, in seiner Zusammenarbeit mit dem Fotografen Hugo Glendinning bei Fotoprojekten, als Neon- und Videokünstler und durch die Kooperation mit Performern weltweit (z. B. Franko B und Vlatka Horvat). Für das Künstlerhaus Mousonturm in Frankfurt am Main entwickelte Etchells 2012 zwei Lichtobjekte. An der Außenfront des Hauses montierte er in farbigen Neonbuchstaben der Satz the future will be confusing, im Foyer verstreute er an einer großen Innenwand diese Aussage in den gleichen Buchstaben zu einem Anagramm.
Unter anderem verfasste er das Stück „That Night Follows Day“ (Dass nach dem Tag die Nacht kommt. Deutsch von Astrid Sommer). Es richtet sich an Erwachsene, soll aber ausschließlich von Kindern gespielt werden.
Tim Etchells lebt im nordenglischen Sheffield und in New York.

## Bibliographie

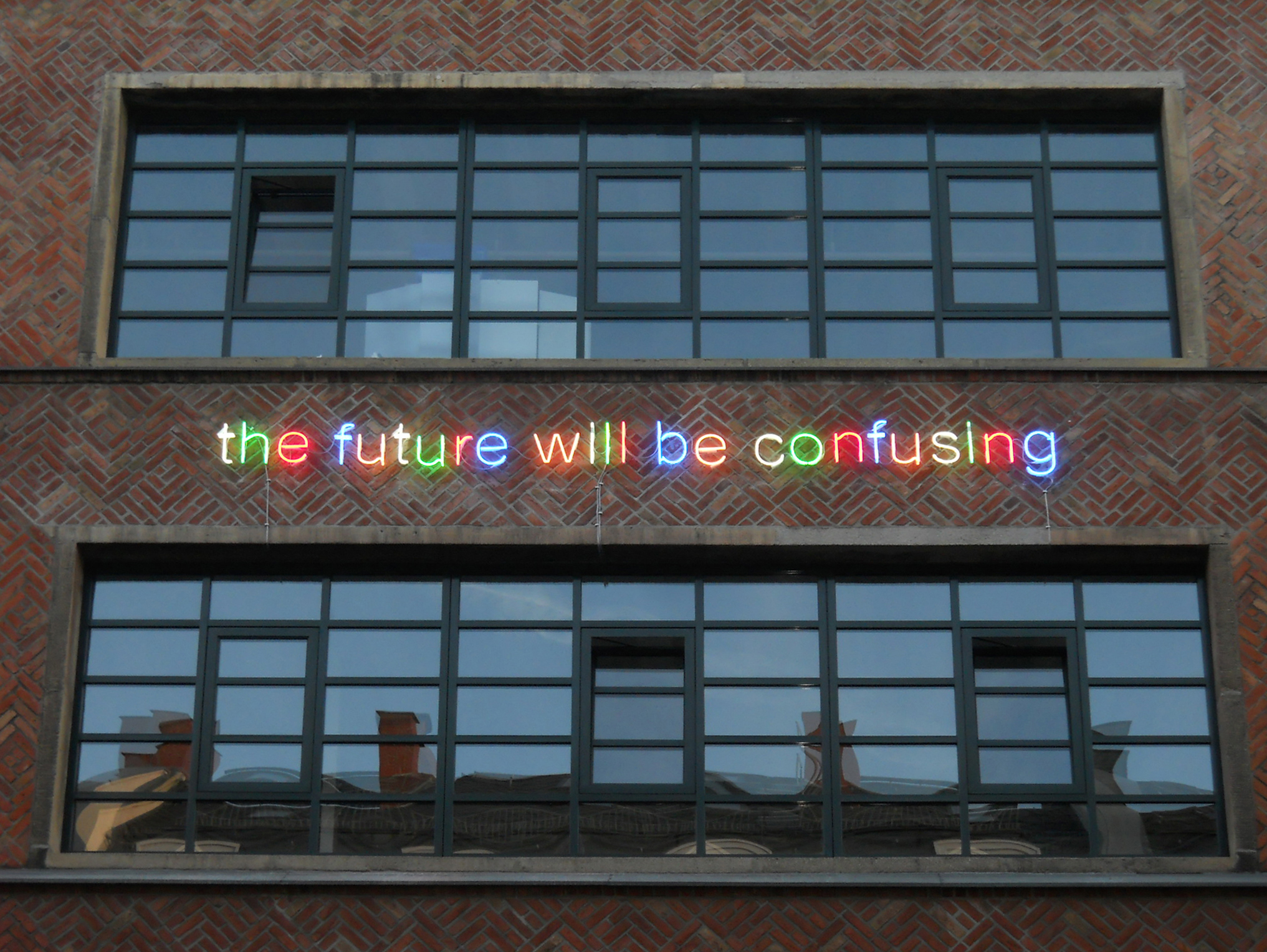
Tim Etchells: the future will be confusing, Neoninstallation an der Vorderfront des Mousonturms in Frankfurt am Main

- Certain Fragments. Contemporary Performance and Forced Entertainment, London: Routledge, 1999. ISBN 0-415-173833 (theoretische und kritische Beiträge zum zeitgenössischen Performance- und Theatergeschehen mit einführenden Texten in die Arbeiten von »Forced Entertainment«)
- Endland Stories, 1999. ISBN 1901072126; dt.: Endland, Zürich/Berlin: diaphanes 2008. ISBN 978-3-03734-043-1 (Kurzgeschichten und Miniaturen)
- Void Spaces: Hugo Glendinning, Tim Etchells, Forced Entertainment (mit Hugo Glendinning), 2000. ISBN 1899926658
- The Dream Dictionary for the Modern Dreamer, 2001. ISBN 071563108X
- Adrian Heathfield (Hg.): Small Acts: Performance, the Millennium and the Marking of Time (mit Beiträgen von Tim Etchells, Deborah Levy, Brian Eno u. a.), 2003. ISBN 1901033570
- Encounters (zusammen mit Tom Common, Mike McCarthy u. a.), 2006. ISBN 1899926763
- The Broken World, 2008 ISBN 0434018333
  - deutsch: Broken World. Roman, übersetzt von Astrid Sommer; Diaphanes Verlag, Zürich, Berlin 2010 ISBN 978-3-03-734099-8

## Sekundärliteratur
- Judith Helmer, Florian Malzacher (Hrsg.): Not Even A Game Anymore. Alexander Verlag, Berlin 2004, ISBN 3-89581-115-7.